# Tensão (física)

Um pêndulo é um sistema sob força resultante, no qual se pode observar a variação periódica da tensão.

Em física, tensão é a grandeza de força de tração exercida a uma corda, a um cabo ou a um sólido similar por um objeto. É a resultante das forças de atração e de repulsão entre as partículas de um sólido quando submetido a uma deformação, em que a tendência de voltar ao seu estado inicial é observada. A tensão é o oposto de compressão.
A tensão é medida em newtons segundo o sistema internacional de unidades, sempre mensurada paralelamente à corda em que se aplica. Há duas possibilidades básicas de sistemas formados por corda e objeto: ou aceleração é zero e o sistema está em equilíbrio, ou existe aceleração e, portanto, há uma força resultante. Note que em ambos os casos a massa da corda será assumida como desprezível.

## Sistema em equilíbrio
O sistema está em equilíbrio quando a soma de todas as forças é igual a zero
{\displaystyle \sum _{}{\vec {F}}=0} 

Para exemplo, considere um sistema formado por um objeto sendo suspenso por uma corda sujeita a tensão (T), em velocidade constante ou em repouso. Pelo fato da velocidade ser constante ou nula, não há aceleração, e por isso o sistema está em equilíbrio. Nesse caso a tensão na corda, que puxa o objeto para cima, é igual (em módulo) à força peso (mg), que atrai o objeto para baixo.
{\displaystyle \sum _{}{\vec {F}}={\vec {T}}+m{\vec {g}}=0} 

## Sistema sob força resultante
Um sistema terá uma força resultante quando a soma de todas as forças é diferente de zero. Aceleração e força resultante são coexistentes. 
{\displaystyle \sum _{}{\vec {F}}\neq 0}

Considere agora o mesmo sistema mencionado acima, exceto por sua velocidade estar aumentando durante o tempo. Nesse caso haverá diferença de velocidade, e consequentemente, aceleração positiva, o que provocará uma força resultante apontada para cima, indicando {\displaystyle |mg|<|T|}. 
{\displaystyle \sum {\vec {F}}=T-mg\neq 0}

Em outro exemplo, suponha que dois corpos 1 e 2 possuindo massas {\displaystyle m_{1}} e {\displaystyle m_{2}}, respectivamente, conectadas umas às outras por uma corda inextensível sobre uma polia sem atrito. Haverá duas forças atuando sobre o corpo 1: seu peso ({\displaystyle P_{1}=m_{1}g}) o atraindo para baixo, e a tensão {\displaystyle T} na corda, puxando-o para cima. Se a massa do corpo 1 for maior que a do corpo 2 ({\displaystyle m_{1}>m_{2}}), haverá força resultante {\displaystyle F_{1}}, sendo {\displaystyle P_{1}-T}, e então {\displaystyle m_{1}a=m_{1}g-T}.